# Gare de Chasteaux
 (février 2017).
Si vous disposez d'ouvrages ou d'articles de référence ou si vous connaissez des sites web de qualité traitant du thème abordé ici, merci de compléter l'article en donnant les références utiles à sa vérifiabilité et en les liant à la section « Notes et références ».
La gare de Chasteaux est une ancienne gare ferroviaire française de la Ligne des Aubrais - Orléans à Montauban-Ville-Bourbon, située sur le territoire de la commune de Chasteaux, dans le département de la Corrèze en région Nouvelle-Aquitaine.
Mise en service en 1891[réf. nécessaire], elle est fermée au trafic au cours du XXe siècle.

## Situation ferroviaire
Établie à 246 mètres d'altitude, la gare de Chasteaux est située au point kilométrique (PK) 512,926 de la ligne des Aubrais - Orléans à Montauban-Ville-Bourbon, entre la gare fermée de Noailles et la gare ouverte de Gignac - Cressensac. Très isolée du village, elle se situe au cœur d'une zone boisée.

## Histoire
La gare de Chasteaux est mise en service le 1er juillet 1891[réf. nécessaire] par la compagnie du chemin de fer de Paris à Orléans, à l'ouverture de la section entre Brive et Cahors.
La date de sa fermeture est inconnue.

## Patrimoine ferroviaire
L'ancien bâtiment voyageurs a été transformé en logement.